# Gómez-Acebo & Pombo
Gómez-Acebo & Pombo és un despatx d'advocats espanyol fundat per Ignacio Gómez-Acebo Duque de Estrada i Fernando Pombo García el 1971. La seva seu principal es troba a Madrid.
El despatx va facturar 61,9 milions d'euros el 2012. Es troba dins la llista FT Law 50 2012 del Financial Times, la qual agrupa els despatxos d'advocats més innovadors d'Europa.